# Nekenzaur
Nekenzaur (Neuquensaurus australis) – dinozaur z rodziny tytanozaurów (Titanosauridae).
Żył w epoce późnej kredy (ok. 71 mln lat temu) na terenach Ameryki Południowej. Długość ciała 10–15 m. Jego szczątki znaleziono w Argentynie i Urugwaju.